# Substitutionsgrad
Substitutionsgrad betecknar inom organisk kemi antalet alkyl- och arylgrupper till en given atom. IUPAC definierar substitutionsgraden som antalet ersatta väteatomer bundna till en kolväteatom.
|                    | Rödmarkerade centralatomer i olika grupper av kemiska föreningar. |          |         |                |
|                    | Primär                                                            | Sekundär | Tertiär | Kvartär        |
| Kolatom i en alkan |                                                                   |          |         |                |
| Alkohol            |                                                                   |          |         | existerar inte |
| Amin               |                                                                   |          |         |                |
| Amid               |                                                                   |          |         | existerar inte |
| Fosfin             |                                                                   |          |         |                |